# دیوید سیتی (نبراسکا)
دیوید سیتی(به انگلیسی: David City) شهری در ایالت نبراسکا کشور ایالات متحده آمریکا است که جمعیت آن در سرشماری سال ۲۰۱۰ میلادی، ۲٬۹۰۶ نفر بوده‌است.